# Vhavenda
Los vhavenda, muchas veces llamados venda, son una tribu bantú que vive en África del Sur. Su historia se inicia en el siglo IX con el reino de Mapungubwe, que se unió a los venda para dar lugar a los vhavenda bajo el reinado de Shiriyadenga. No existe un rey reconocido desde la muerte de Thoho-ya-Ndou, conocido como "Cabeza de elefante", que dio lugar al nombre de la capital del distrito Vhembe, Thohoyandou. Entre otros nombres son conocidos como vhavgona, vhavhenda, vhenda, ba venda, vhangona y Vhavenda.
Como muchas otras tribus de África del Sur, los venda emigraron hacia el sur desde África Central. Se les considera uno de los últimos grupos en cruzar el río Limpopo. Su primer asentamiento fue la cordillera de Soutpansberg, que cierra el valle de este río por el sur y que se encuentra en el extremo norte de Sudáfrica.
En 1979, los vhavenda de Sudáfrica se independizaron y crearon la República de Venda, hasta que el 27 de abril de 1994 fue reintegrada en Sudáfrica. Actualmente, los venda se encuentran representados políticamente por el Frente Patriótico Dabalorivhuwa (DPF), integrado desde 2003 en la UNPO (Organización de Naciones y Pueblos No Representados). Desde 2010, el presidente de los vhavenda es Mphephu-Ramabulana, pero quien gobierna en la región son los 26 líderes tribales (llamados sub chiefs en Sudáfrica).
Los verdaderos venda se dividen en dos grupos; el grupo occidental, de origen singo, descendiente de líderes como Mphephu, Senthumule y Kutama, y el grupo oriental, descendiente de Leamonde, Rambuda, Tshivashe y Mphapuli. Otra división importante es la que se da entre los propios individuos, los llamados whasiwana o comunes y los whakololo, descendientes de los jefes tribales.
El lugar de origen de los vhavenda, Mapungubwe, es Patrimonio de la Humanidad desde 2003. El sitio arqueológico forma parte del Parque Nacional de Mapungubwe (Vhembe), de 28.000 ha, creado para proteger la colina de Mapungubwe, que se encuentra en la confluencia de los ríos Shashe y Limpopo 22°12′S 29°23′E / -22.200, 29.383, donde se encontraba la ciudad del mismo nombre, que floreció entre 1050 y 1270, con una población de 5.000 personas, y luego fue abandonada.

## Cultura

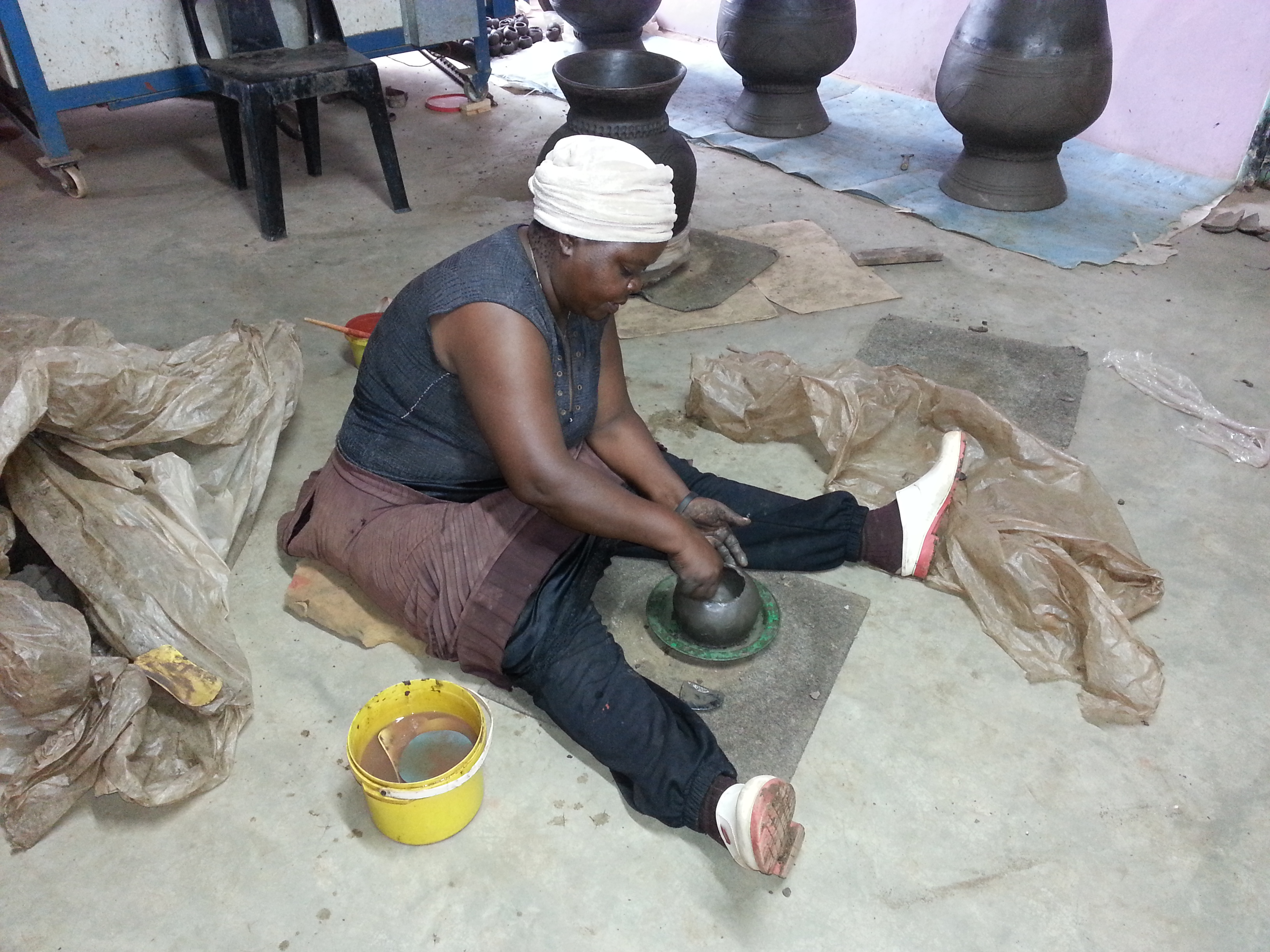
Venda

La cultura venda es una curiosa mezcla de otras culturas. En muchos aspectos, los venda se parecen al pueblo shona de Zimbabue, pero también tienen afinidades con los cercanos lemba, lobedu y sotho del norte. Y el intercambio continuo con los tsonga, lobedu, zulú, swazi, nguni y otros han marcado su cultura.
Entre sus características se encuentran la prohibición de consumir carne de cerdo, común a toda la costa este de África y la práctica de la circuncisión masculina, común entre los sotho, pero no entre los nguni. Por otro lado, creen en los zwidutwane o espíritus del agua, que viven en el fondo de las cascadas. Estos son seres apenas visibles, que tienen un solo ojo, una pierna y un brazo. Una mitad es visible en este mundo y la otra en el mundo de los espíritus. A estos espíritus deben hacérseles ofrendas de comida que no encontraran bajo el agua.
Uno de sus lugares más sagrados es el lago Fundudzi, que se formó por un gigantesco desprendimiento de tierras en la cordillera de Soutpansberg. Este lago, alimentado por el río Mutale, está rodeado de supersticiones. Entre ellas, que en sus orillas se pueden escuchar cantos tshikona, acompañados de flautas de junco y tambores que suelen formar parte de la danza nacional.
Los instrumentos musicales son una de las características de los venda. Destacan los phala-phala, instrumentos de viento hechos de cuernos de antílopes kudu o sable, que se usan para reunir a todo el poblado. Por otro lado, hay dos tipos de tambores sagrados, unos pequeños, que se sitúan entre las piernas, y otros grandes, que se sitúan entre dos troncos. Ambos se denominan ngoma. También se usa una especie de xilófono llamado mbila, hecho con madera y calabazas.
Los pueblos venda tienen una relación muy especial con los cocodrilos, ya que viven en una región donde abundan todo tipo de reptiles, pero a los cocodrilos no los cazan, ya que creen que su cerebro es venenoso.
Entre los venda todavía se practica la poligamia y se adora a los ancestros.
Las viviendas venda, sobre todo las habitadas por los jefes, están construidas sobre lugares altos o colinas por razones defensivas.